# Sankt Mauritius
Sankt Mauritius (også Moritz, Morris eller Maurice) var en katolsk helgen som levede i det 3. århundrede. Mauritius ledede den legendariske romerske Thebaiske Legion, som tilkaldtes fra Theben i Egypten for at bistå den romerske kejser Maximianus. Legionen bestod efter traditionen udelukkende af kristne, og de sloges heltemodigt ved Maximianus' side. Da kejseren beordrede dem til at forfølge en gruppe kristne, nægtede legionen og straffedes kejseren ved decimering: hver tiende mand i legionen henrettedes. Endnu en gang nægtede de: Det medførte en ny decimering, og da de fortsat nægtede, beordrede Maximianus, at resten af de 6.600 soldater skulle henrettes.
Sankt Mauritius var en skytshelgen for hær, infanteri, kniv- og våbensmede og blev påkaldt før kampe og slag. Han er også skytshelgen for  vævere og farvere - og heste. Hans festdag er den 22. september.

## Eksterne links
- Wikimedia Commons har flere filer relateret til Sankt Mauritius